# São Matias (Nisa)
São Matias (dt.: Heiliger Matthias) ist eine Gemeinde (Freguesia) im portugiesischen Kreis (Concelho) von Nisa. In ihr leben 197 Einwohner (Stand 19. April 2021).

## Sehenswürdigkeiten
Die vier Baudenkmäler der Gemeinde sind sämtlich Sakralbauten, darunter die Gemeindekirche Igreja Paroquial de São Matias do Cacheiro, die nach dem namensgebenden Schutzpatron, dem Apostel Matthias, auch schlicht Igreja de São Matias heißt. Sie liegt im Ort Cacheiro.

## Verwaltung
Die Gemeinde São Matias besteht aus folgenden Ortschaften:
- Cacheiro
- Chão da Velha
- Falagueira
- Monte Claro
- Montes Matos
- Velada

Monte Claro ist Sitz der Gemeindeverwaltung (port.: Junta de Freguesia).